# Michaela Eislöffel

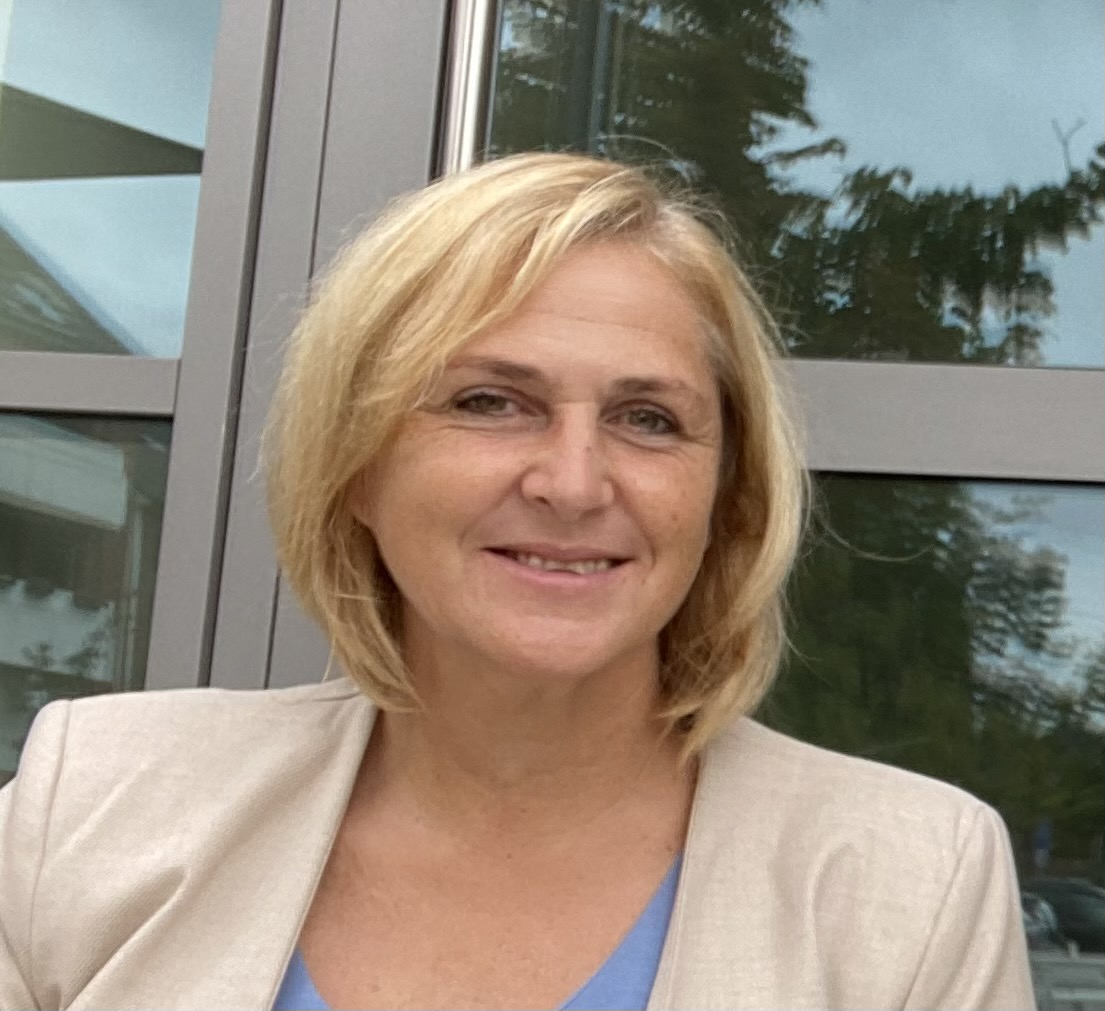
Michaela Eislöffel, 2020

Michaela Eislöffel (* 1966 in Duisburg) ist eine deutsche Kommunalpolitikerin (parteilos). Am 27. September 2020 wurde sie zur Bürgermeisterin der Stadt Dinslaken gewählt.

## Werdegang
Nach ihrem Schulabschluss 1982 machte Eislöffel eine kaufmännische Ausbildung beim Landessportbund Nordrhein-Westfalen. Im Anschluss war sie als Sachbearbeiterin der Sportjugend NRW in den Bereichen Jugendpolitik, sportliche und kulturelle Jugendarbeit sowie internationale Begegnungen tätig. Über den zweiten Bildungsweg erlangte sie im Dezember 1992 ihr Abitur am Niederrhein-Kolleg. Sie absolvierte ein Lehramtsstudium an der Universität Essen. Seit 2004 arbeitete sie als Lehrerin in verschiedenen Schulformen für die Bezirksregierung Düsseldorf, in verschiedenen Grundschulen im Kreis Wesel, an einer Förderschule für sozial emotionale Entwicklung sowie an der Schule für Kranke in einer Kinder- und Jugendpsychiatrie in Düsseldorf.
2016 wurde sie in den Personalrat für Förderschulen und Schule für Kranke bei der Bezirksregierung Düsseldorf gewählt. Seit Anfang 2020 war sie durch die Bezirksregierung Düsseldorf in die Kreisverwaltung Wesel abgeordnet und arbeitete hier unter anderen als „Systemberaterin für Extremismusprävention in Schulen“.
Als ehrenamtliche Vorsitzende der Gewerkschaft Erziehung und Wissenschaft (GEW) für den Kreis Wesel setzte sie sich für gute Arbeits- und Lernbedingungen in Schulen ein.
Als ehrenamtliche Sozialrichterin war sie von 2015 bis 2025 am Sozialgericht in Duisburg tätig.
Sie hat drei Söhne (geboren 1992, 1996 und 2000), für die sie seit 2000 die alltägliche Sorge als alleinerziehende Mutter übernahm.
Freiberuflich war sie über 20 Jahre als Lehrkraft für den Landessportbund NRW und die Sportjugend NRW tätig. Als Übungsleiterin und Lehrkraft leitete sie integrative Bewegungsgruppen, organisierte Zirkusprojekte für Kinder. Im Rahmen der Landesgartenschau „Olga“ in Oberhausen war sie an der Organisation eines Zirkusprojektes für Kinder freiberuflich für den Zirkus Roncalli tätig.

## Bürgermeisteramt
Am 27. September 2020 wurde Eislöffel als parteilose Kandidatin zur Bürgermeisterin der Stadt Dinslaken gewählt. Sie erreichte bei der Stichwahl 55,1 Prozent der Stimmen und löste somit den vorherigen Bürgermeister Heidinger ab. Die Wahlbeteiligung lag bei 36,6 Prozent. 2025 tritt Michaela Eislöffel zur Wiederwahl für das Amt der Bürgermeisterin in Dinslaken an.

### Bahnhof
Seit ihrem Amtsantritt macht sie sich stark für die Sanierung des fast 70 Jahre alten Dinslakener Bahnhofs. Gemeinsam mit dem Landtagsabgeordneten Stefan Zimkeit und der ehemaligen Bundestagsabgeordneten und ehemaligen Bürgermeisterin Sabine Weiss gab es immer wieder Gespräche mit der Bahn. Das Bahnhofsgebäude ist Ende 2024 in das Landesprogramm „Schöner Ankommen in NRW“ aufgenommen worden. Erste Renovierungen starteten im Sommer 2025 und sollen bis August 2026 abgeschlossen sein. Langfristig soll das Gebäude saniert und eine Fahrradstation eingerichtet werden. Die Planung für die Bahnhofsanierung begann mit einer Ortsbegehung im Juli 2025. Mit Bahn, Architekten und Vertretern des Bundeslandes NRW wurde der Bestand aufgenommen. Ziel ist es, aus dem Bahnhof einen modernen Mobilitätsknoten zu machen.

### Freibad
Eislöffel setzt sich für eine Naturnahe Entwicklung des Freibad Hiesfeld ein. 2022 beantragte sie Fördergelder aus dem Bundesprogramm „Anpassung urbaner Räume an den Klimawandel“. Im März 2023 kam die Zusage zu 5,6 Mio. Euro Bundesförderung für das städtische Konzept der Dinslakener Flächenentwicklungsgesellschaft DIN FLEG, das in einem breit angelegten Prozess gemeinsam mit der Dinslakener Stadtgesellschaft erarbeitet worden war.

### Solarquartier
Als Vorsitzende des Aufsichtsrates der Wohnbau Dinslaken GmbH macht sie sich für innovative und nachhaltige Wohnprojekte stark. Mit dem Solarquartier Lohberg ist es erneut gelungen 8,2 Mio. Euro Fördergeld aus der öffentlichen Wohnraumförderung des Landes Nordrhein-Westfalen zu akquirieren. Gemeinsam mit der NRW Ministerin Ina Schnarrenbach wurde im August 2024 der Grundstein für dieses innovative Projekt gelegt. Auf 11.000 m² entstehen 69 Wohneinheiten mit Quartiersplatz, Fahrradwegen, Dachbegrünung und Solarstrom.

### Bildungspolitik
Im Bereich der Bildungspolitik begleitete Michaela Eislöffel während ihrer Amtszeit unter anderem die Zentralisierung des Berufskollegs Dinslaken. Im Frühjahr 2024 übergab sie die Baugenehmigung für den geplanten Neubau an den Kreis Wesel. Das Vorhaben sieht vor, die bisherigen Standorte an der Wiesenstraße und der Konrad-Adenauer-Straße an einem zentralen Standort zusammenzuführen. Geplant ist ein fünfgeschossiges Schulgebäude in nachhaltiger Holz-Hybrid-Bauweise mit 90 % recycelten Beton, auf dem Gelände der ehemaligen Jeanette-Wolff-Realschule. Ergänzt wird der Neubau durch eine Vierfach-Sporthalle, die auch für den Vereinssport in Dinslaken zur Verfügung stehen soll. Die Fertigstellung ist für das Jahr 2028 vorgesehen. Damit würde das Großprojekt in 8 Jahren realisiert werden statt der ursprünglich geplanten 12 Jahre.

## Gremien
Eislöffel vertritt als Bürgermeisterin die Stadt Dinslaken in diversen Gremien der Niederrheinischen Sparkasse RheinLippe und des Volkshochschul-Zweckverbandes Dinslaken, Voerde und Hünxe. Außerdem ist sie Mitglied im Aufsichtsrat verschiedener kommunaler Unternehmen, die sich mit Bauen, Wasserversorgung, Verkehr und Energie beschäftigen. Zudem vertritt sie die Stadt Dinslaken im Verein Burghofbühne Landestheater im Kreis Wesel.
Über das Amt als Bürgermeisterin hinaus engagiert sie sich in folgenden Gremien:
- Beisitzerin im Vorstand des DRK-Kreisverbandes Dinslaken-Voerde-Hünxe e.V.
- Vorsitzende der Ortsgruppe Dinslaken im Volksbund Deutsche Kriegsgräberfürsorge e.V.